# Burgaronne
Burgaronne ist eine französische Gemeinde mit 98 Einwohnern (Stand 1. Januar 2022) im Département Pyrénées-Atlantiques in der Region Nouvelle-Aquitaine (vor 2016: Aquitanien). Die Gemeinde gehört zum Arrondissement Oloron-Sainte-Marie und zum Kanton Orthez et Terres des Gaves et du Sel (bis 2015: Kanton Sauveterre-de-Béarn).
Der Name in der gascognischen Sprache lautet Burgarona.

## Geographie
Burgaronne liegt circa 40 Kilometer nordwestlich von Oloron-Sainte-Marie in der historischen Provinz Béarn.
Umgeben wird der Ort von den Nachbargemeinden:
|                     | Salies-de-Béarn                             |         |
| Sauveterre-de-Béarn | Kompassrose, die auf Nachbargemeinden zeigt | Orion   |
| Sauveterre-de-Béarn |                                             | Andrein |

Burgaronne liegt im Einzugsgebiet des Flusses Adour und wird durchströmt von Zuflüssen des Gave d’Oloron, Arrioutèque und Arrec Héuré sowie dessen Zufluss Arriou de Lagouarde.

## Geschichte
Der Ortskern der Gemeinde hat sich auf einem Hügelkamm entwickelt. Aufgrund dieser günstigen geografischen Lage wurde der Ort wahrscheinlich bereits während der gallorömischen Zeit besiedelt, wie die Reste eines befestigten Lagers andeuten. Im Mittelalter war die Siedlung von mittlerer Größe, allerdings mit einem Adelssitz, was die Häuser von Leibeigenen im Ort erklärt. Das Dorf war nicht weit entfernt vom Jakobsweg nach Santiago de Compostela. Im 13. Jahrhundert wurde eine Pilgerherberge der Komturei des Klosters von Roncesvalles in der Gemeinde erwähnt, die die Pilger aufnahm und pflegte. Dieses Gebäude wurde in den Hugenottenkriegen im 16. Jahrhundert zerstört. In der Volkszählung des Béarn von 1385 wurden in Burgaronne 17 Haushalte gezählt und vermerkt, dass die Gemeinde in der Bailliage von Sauveterre-de-Béarn liegt. Während des Zweiten Weltkriegs nutzte die deutsche Wehrmacht die exponierte geografische Lage für eine Basis zur Flugabwehr.
In den Aufzeichnungen wurde Burgaronne in den folgenden Formen erwähnt: Burgarone (1235, Manuskriptsammlung des Béarn), Burgarona (1323, Urkunden der Vicomté des Béarn), Bulgarona und Burguarone (1548 bzw. 1614, Manuskriptsammlung des Béarn) und Saint-Étienne de Burguerone (1656, Eingliederung in das Bistum Oloron). Auf der Karte von Cassini 1750 ist Burgaronne als Burguaronne eingezeichnet, während der Französischen Revolution 1793 unter dem heutigen Namen geführt.

### Einwohnerentwicklung
Nach einem vorläufigen Höchststand von 224 Einwohnern in der Mitte des 19. Jahrhunderts ist die Zahl bis in die 1960er Jahre in verschiedenen Wellen um insgesamt rund 80 % zurückgegangen. Seitdem hat sie sich mehr als verdoppelt und steigt voraussichtlich weiter.
| Jahr      | 1962 | 1968 | 1975 | 1982 | 1990 | 1999 | 2006 | 2009 | 2022 |
| --------- | ---- | ---- | ---- | ---- | ---- | ---- | ---- | ---- | ---- |
| Einwohner | 58   | 48   | 60   | 86   | 94   | 99   | 96   | 97   | 98   |

## Sehenswürdigkeiten
- Kirche Saint-Etienne, gewidmet dem heiligen Stephanus. Im 12. bis 13. Jahrhundert wurde die romanische Kirche erbaut und zu Beginn des 20. Jahrhunderts wie die meisten romanischen Kirchen im Béarn restauriert, wobei die Kirchenbänke, die Bodenplatten, ein Betstuhl und die Holztäfelung im Chor erhalten blieben. Das Langhaus besteht aus einem Kirchenschiff, ist mit einer flachen Apsis abgeschlossen und trägt einen Glockengiebel, der den ursprünglichen Glockenturm seit der letzten Restaurierung ersetzt.[8]
- Laienkloster, im 12. bis 13. Jahrhundert unweit der Kirche erbaut.

## Wirtschaft und Infrastruktur

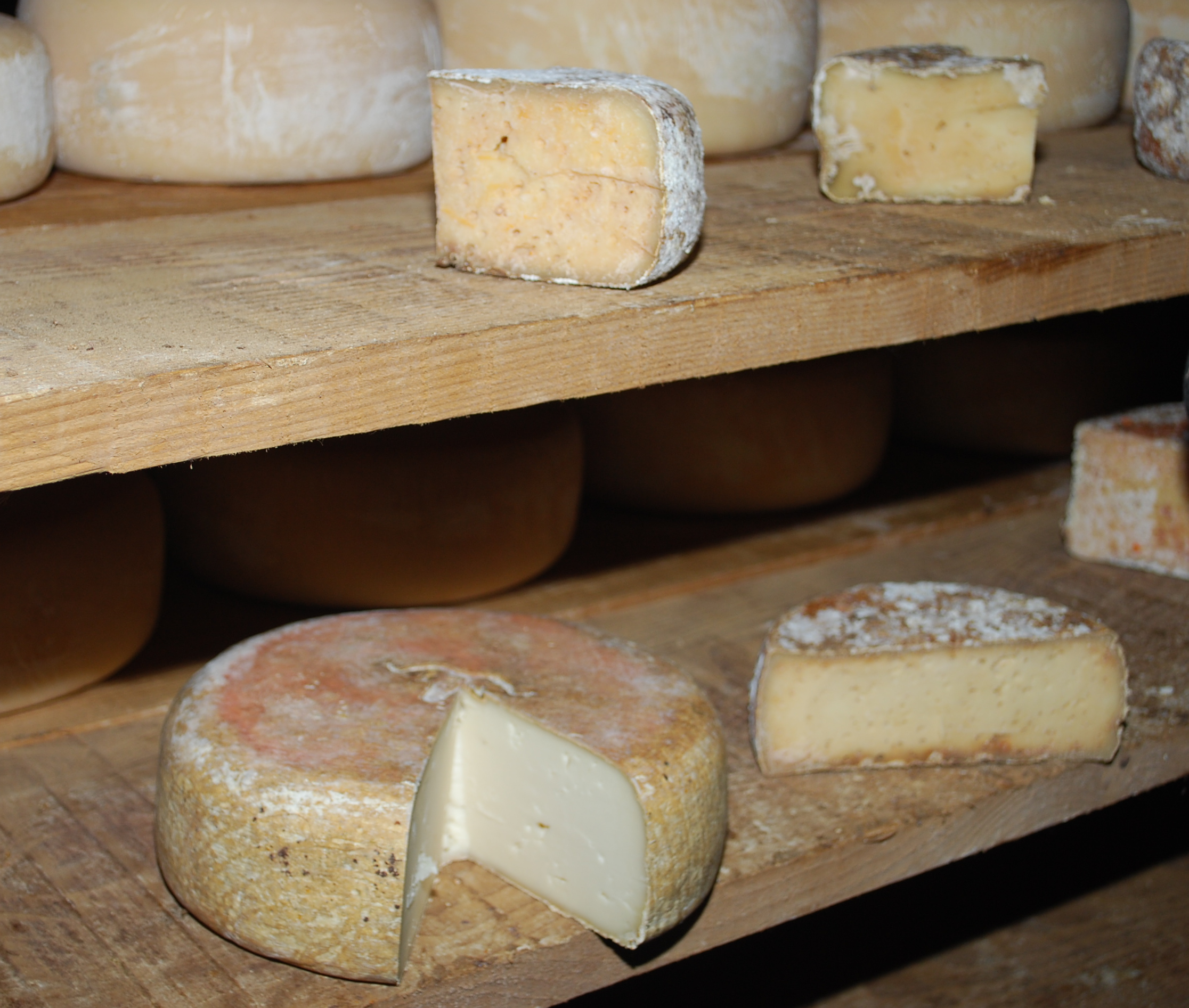
Ossau-Iraty

Die Gemeinde nutzt die geografische Lage, um den Ökotourismus zu entwickeln. Burgaronne liegt in den Zonen AOC des Ossau-Iraty, ein traditionell hergestellter Schnittkäse aus Schafmilch, sowie der Schweinerasse und des Schinkens „Kintoa“.

### Verkehr
Burgaronne wird durchquert von der Route départementale 23.